# Ceratozamia matudae
Ceratozamia matudae es una especie de planta de la familia Zamiaceae. Se encuentra en Guatemala y México. Su  hábitat natural son los montanos húmedos subtropicales o tropicales. Se encuentra amenazado por la pérdida de hábitat.

## Fuente
- Donaldson, J.S. 2003.  Ceratozamia matudae.   2006 IUCN Red List of Threatened Species.   Descargado el 21 de agosto de 2007.